# Boca Brava
Isla Boca Brava es una isla con una superficie de unas 3000 hectáreas (30 km²) que se encuentra frente a la costa del océano Pacífico de Panamá en el golfo de Chiriquí, específicamente en la bahía de Muertos, que es un arrecife de coral. Es administrada como parte del distrito de San Lorenzo, de la Provincia de Chiriquí. Se encuentra a una milla y media de la pequeña aldea continental de Boca Chica. Boca Brava se conecta a la Isla Palenque a través de un estrecho puente de tierra.